# Социотропность
Социотропность — это психологическая черта личности, характеризующаяся чрезвычайной вовлечённостью индивида в межличностные отношения. Люди, отличающиеся социотропностью, склонны иметь ярко выраженную потребность в общественном признании.
Для социотропных индивидов (социотропов) близость, зависимость и взаимность со значимыми для них индивидами в высокой степени значимы, что объясняет их повышенную чувствительность к социальной депривации или отвержению сверстниками, в результате чего они часто склонны впадать в депрессивные состояния.
В психологической литературе социотропия всегда рассматривалась как антоним термина автономия (автономность). Автономные индивиды, в отличие от социотропных, придают большое значение независимости от социума, а также своим успехам, мобильности, личностному саморазвитию и очень чувствительны к ограничениям их свободы.
Социотропные индивиды реагируют по-разному на ситуации, в которых нужно проявлять самоконтроль. В частности, социотропы стараются подражать сверстникам в их пищевых привычках, манере одеваться, если они думают, что это поможет им расположить к себе сверстников.